# Квестенберг, Каспар фон
Каспар фон Квестенберг или Кашпар II из Квестенберка (нем. Kaspar von Questenberg, чеш. Kašpar II z Questenberka; 1571, Кёльн — 28 июня 1640, Прага) — чешский католический теолог немецкого происхождения, активный сторонник Контрреформации, обладавший значительным влиянием при дворе императора Фердинанда II, аббат Страговского монастыря в 1612—1640 годах.

## Ранняя биография
Каспар фон Квестенберг родился в Кёльне в аристократической семье Герхарда (I) фон Квестенберга и Катарины фон Фирлаен, разбогатевшей на ганзейской торговле. Квестенберг изучал философию в Кёльне, затем около 1594 года был посвящён в священники, вступил в орден премонстрантов и в Страговский монастырь в Праге. В 1595—1606 годах также служил проповедником и пастором в Йиглаве.

## Страговский аббат
Попав в Страговский монастырь, Квестенберг проявил себя способным организатором и последовательным борцом с протестантизмом, по причине чего быстро вошёл в окружение аббата Яна Логела и вскоре занял должность приора. В 1612 году, после того как Логел стал архиепископом Праги, Каспар фон Квестенберг стал аббатом Страговского монастыря, в развитие которого в дальнейшем внёс неоценимый вклад. В частности, в 1628 году по указанию аббата Квестенберга в Страговском монастыре была построена пивоварня, в переоборудованном виде успешно функционирующая и в наши дни.
Примерно с 1614 года Квестенберг принимает живейшее участие в реформе премонстрантских монастырей богемской циркарии (провинции) ордена премонстратов, которую он возглавил в должности генерального викария (циркатора). Ещё одной немаловажной должностью, которую Квестенберг вскоре занял при Яне Логеле, стал пост канцлера Пражского архидиоцеза. В 1618 год, после начала восстания чешских сословий против власти Габсбургов, Каспар фон Квестенберг вместе с архиепископом Яном III Логелом и другими сторонниками контрреформации был изгнан из Чехии. Благодаря помощи своего брата Герхарда (II), Квестенберг бежал в Вену и вернулся в Прагу только после битвы на Белой Горе в 1620 году. В 1627 году Квестенберг вошел в состав созданной императором Контрреформационной комиссии, осуществлявшей преследование организаторов и активных участников восстания чешских сословий.
В должности аббата Квестенберг прилагал большие усилия для повышения статуса Страговского монастыря среди премонстратских монастырей Чехии. Благодаря его усилиям, император своим указом передал во владение Страговского монастыря Милевский премонстратский монастырь и в 1623 году Каспар фон Квестенберг назначил доксанского пробста Кришпина Фука титулярным аббатом этого монастыря. В том же году Квестенберг выкупил в собственность Страговского монастыря Желивский премонстратский монастырь за 18 000 золотых. В 1626 года при поддержке императора аббат Каспар начал подготовку к переносу мощей основателя ордена премонстрантов Святого Норберта Ксантенского в Страговский монастырь из Магдебурга, где уже долгое время господствовали протестанты. После долгих переговоров, 2 мая 1627 года мощи Святого Норбрта были торжественно перенесены в Страгов, что является одной из самых почитаемых заслуг Квестенберга в должности Страговского аббата.
В ноябре 1631 года шведско-саксонские войска под руководством генерал-фельдмаршала фон Арним-Бойценбурга захватили Прагу и вновь установили власть протестантов. Квестенберг вновь бежал в Вену и вернулся в Страгов только в конце мая 1632 года после победы императорских войск. Когда в 1639 год шведы опять захватили Прагу, Квестенбергу вновь пришлось бежать в Вену. Обессиленный и больной аббат Каспар вернулся в свой монастырь только в следующем году, однако истощение и болезнь привели к тому, что 28 июня 1640 года он скончался в Страгове.
От Страговского периода жизни Квестенберга сохранились некоторые его теологические сочинения.